# Gasometer
Gasometer, Beč (Gasometer, Wien; plinomjer) je nekadašnji plinski spremnik oblikovan tako da tvori 4 spremnika, s kapacitetom svaki po 90,000. Svaki je visok 70 metara i 60 metara širok. U to vrijeme ta tvorevina bila je najveća u Europi. Bio je izgrađen kao dio gradskog plinskog poduzeća Gaswerk Simmering koje je radilo od 1896. do 1899. godine plinomjer je bio smješten u jedanaestoj pokrajini (gemeindebezirke) Beča Simmering. Spremnici su bili korišteni od 1899. do 1984. godine kao plinski spremnici. Nakon preinake plinske instalacije 1978. godine, spremnici više nisu bili potrebni, stoga su stali s radom. Saznavanjem novih metoda skladištenja plina pod pritiskom, ovakvi veliki spremnici postali su preveliki za održavanje i uporabu, stoga su zamijenjeni manjim spremnicima s plinom pod pritiskom. Od opustošenih plinskih spremnika jedino su cigleni zidovi i dijelovi krova ostali očuvani, i kao takvi u modernom vremenu postali su atrakcija, kulturna zanimljivost i zaštićeni povijesni znak Beča. 
Beč je 1995. godine odlučio obnoviti zaštićene građevine. Tako su četvorica poznatih inženjera radila na četiri plinska spremnika, Jean Nouvel na spremniku A, Coop Himmelblau na spremniku B, Manfred Wehdorn na spremniku C i Wilhelm Holzbauer na spremniku D. Spremnici su bili renovirani u nekoliko stambenih zona, apartmana na vrhu, ureda na srednjim katovima i raznim zabavnim i kupovnim centrima u nižim katovima. Robne kuće iz pojedinih spremnika povezane su međusobno mostovima. Očuvani cigleni oblik vanjštine nije mijenjan. Jedan od arhitekata zamislio je jedan od spremnika koristiti u svrhu hotela i nekih velikih svjetskih ekonomskih institucija. 
Veliko otvorenje obnovljenih spremnika bilo je 30. listopada, 2001. godine, ali ljudi su i ranije već vidjeli novi izgled spremnika, tamo negdje u svibnju iste godine, kad je počelo i useljavanje stanara u kupljene stanove.

## Gasometer danas
Plinomjeri su se danas razvili u značajno naselje i danas se može reći da je to grad u gradu. Veliki osjećaj za komunikaciju je razvio veliku zajednicu unutar stanara Gasometra. Mnogo teza i rasprava u psihologiji, urbanom planiranju, novinarstvu i arhitekturi se pisalo upravo o ovom fenomenu.
Unutarnji sadržaji plinometra uključuju glazbenu dvoranu kapaciteta 2000-3000 ljudi, filmsko kazalište, studentski dom, gradsku arhivu, i razne druge pogodnosti. Također se tamo nalazi i 800 apartamana (s tim da su dvije trećine zidova originalni cigleni zidovi) s 1600 stalnih stanara i oko 100 studenstkih apartamana s 250 studenata u zgradi.

## Vanjske poveznice
- Gasometer (njemački)
- Gasometer (njemački)